# Euxoa decolor
Euxoa decolor là một loài bướm đêm trong họ Noctuidae.